# Fraser Canyon
Der Fraser Canyon ist eine prägende Landschaft in der kanadischen Provinz British Columbia. Er wurde vom Fraser River in einem Gebiet geformt, wo dieser rasch durch enge Felsschluchten in den Coast Mountains zwischen dem Interior Plateau und dem Fraser Valley fließt. Umgangssprachlich wird der Begriff „Fraser Canyon“ oft unter Einschluss des Thompson Canyon zwischen Lytton und Ashcroft benutzt, da beide Flüsse entlang desselben Highways fließen, welchen die meisten Leute kennen, obwohl sein Beginn eigentlich oberhalb des Williams Lake am Soda Creek Canyon nahe der gleichnamigen Stadt angesetzt wird.

## Geologie

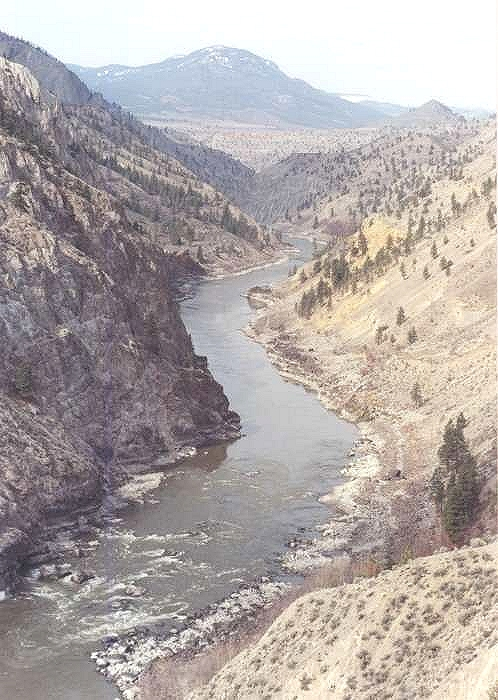
Blick von Fountain (British Columbia) den Fraser Canyon flussaufwärts

Der Canyon wurde im Miozän (vor 23,7–5,3 Mio. Jahren) durch den Fluss geformt, der sich in das sich hebende Interior Plateau schnitt. Vom nördlichen Cariboo bis Fountain folgt der Flusslauf dem gewaltigen Fraser-Bruch, welcher entlang einer Nord-Süd-Achse verläuft und einige Meilen flussabwärts von Lillooet auf den Yalakom-Bruch trifft. Freigelegte Lavaströme finden sich in den Klippen entlang des Fraser Canyon. Sie sind Ausdruck vulkanischer Aktivität in der südlichen Chilcotin Group während des Pliozäns. Ihre ursprünglichen Vulkanschlote sind bisher nicht entdeckt.

## Geographie

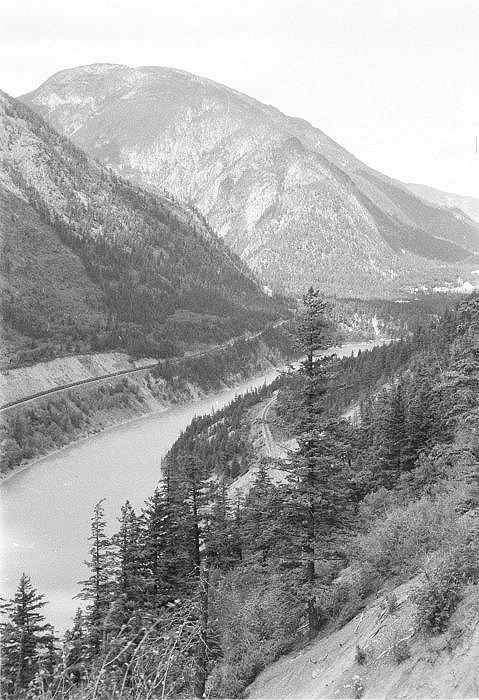
Blick in den Fraser Canyon im Gebiet des Kwioek Creek, der aus dem Tal an der linken Bildseite austritt

Der Canyon erstreckt sich 270 km nördlich von Yale bis zur Mündung des Chilcotin River. Der südliche Abschnitt bildet einen Haupttransportweg von der Küste bis ins Inland, da sowohl die Linien der Canadian National Railway und der Canadian Pacific Railway als auch der Trans-Canada Highway in seine Felsen gefräst wurden; viele der Seitentäler werden von Brücken überspannt. Vor dem zweigleisigen Ausbau der Eisenbahnstrecke und der Aufwertung der Straße zum Highway 1 (Trans-Canada Highway) war die Reise durch den Canyon deutlich gefährlicher als heutzutage. Während der Pionierzeit der europäischen Besiedlung bildete der Canyon eine bedeutende Barriere zwischen dem Lower Mainland und dem Interior Plateau, und die schmalen Pfade entlang seiner Felswände, von denen manche nicht mehr als Einschnitte in den Granit mit ein paar Handgriffen bildeten, wurden mit Ziegensteigen verglichen.
Nördlich von Lytton begleitet der British Columbia Highway 12 den Canyon, danach von Lillooet bis Pavilion der British Columbia Highway 99 (die Fortsetzung des Sea-to-Sky Highway, obwohl er in diesem Gebiet nicht diesen Namen trägt). Die Linie der British Columbia Railway (nunmehr durch die Canadian National Railway betrieben) folgt demselben Abschnitt des Canyons von Lillooet bis kurz hinter Pavilion. Zwischen diesem Punkt und der Mündung des Chilcotin River gibt es nur unbefestigte landwirtschaftliche Wege. Das Gelände ist eine Mischung aus tiefen Stellen im Canyon, die von trockenen Terrassen begleitet werden, und einer Hochebene. Zwischen Pavilion und Lillooet erreicht die Schlucht ihre größte Tiefe, in welcher der Fluss gebremst durch eine Reihe von Engstellen fließt, welche von hohen Klippen begleitet werden, auch wenn sich oberhalb der Klippen die Terrassen bis an den Fuß der die Schlucht begleitenden Bergketten fortsetzen.

### Hells Gate

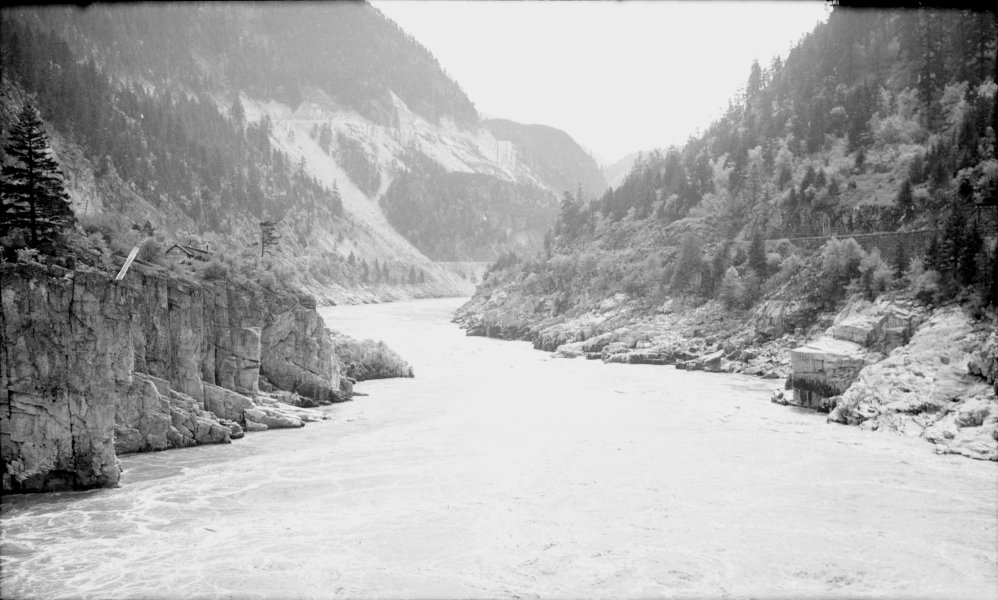
Blick flussabwärts auf Hells Gate, ca. 1955

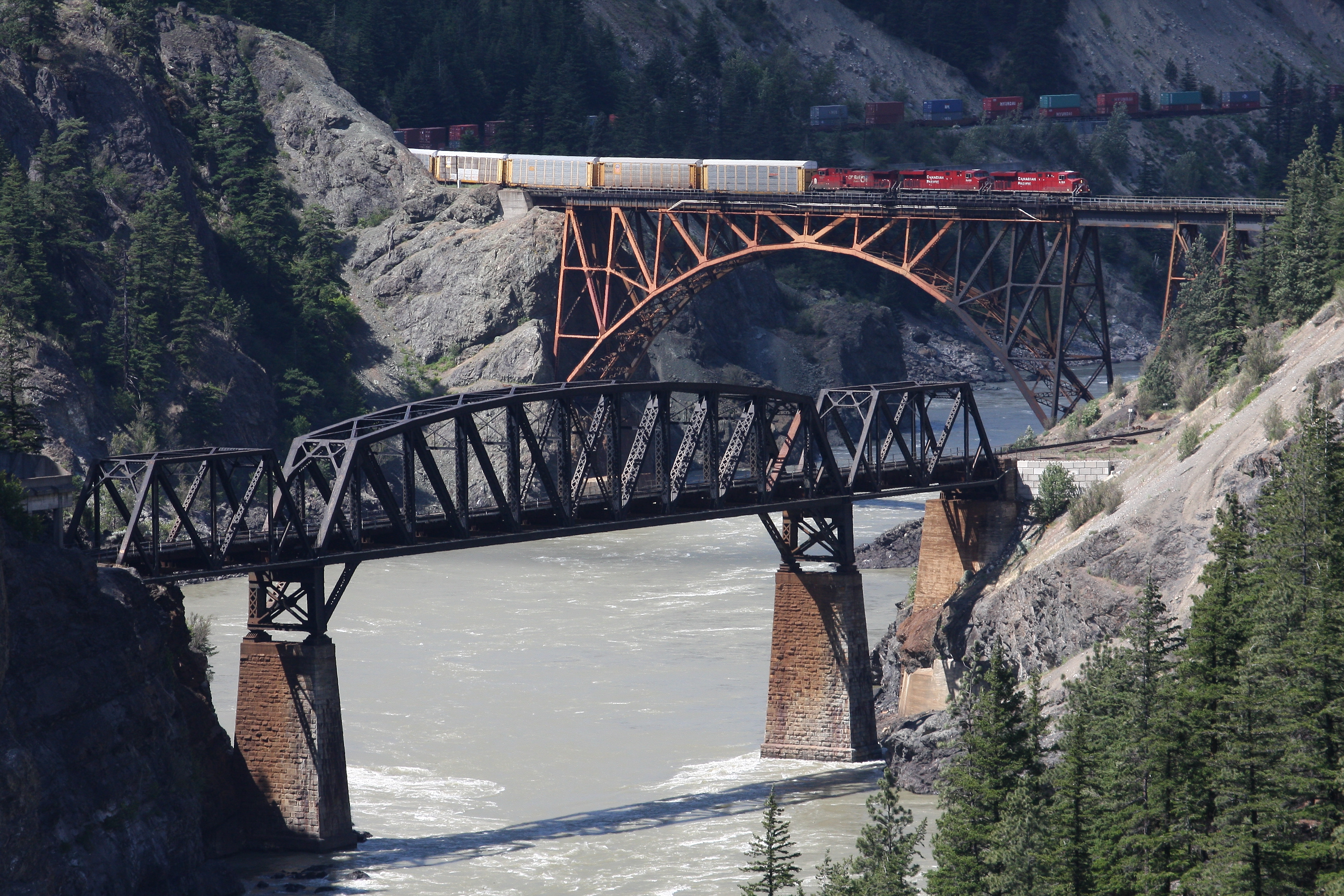
Die Cisco Bridges – Die Brücke der CPR (schwarz) im Vordergrund, die der CNR (oranger Bogen) im Hintergrund (mit einem Zug der CPR darauf). Der Blick geht flussaufwärts

Am Hells Gate nahe Boston Bar erheben sich die Wände des Canyons etwa 1000 m über die Stromschnellen. Fischtreppen entlang der Flussufer erlauben wandernden Lachsen, einen Felssturz zu passieren, der den Fluss 1913 bei Sprengarbeiten der Canadian Northern Railway teilte. Das Gebiet rund um Hells Gate trägt den Namen Black Canyon, was einerseits der Farbe der Felsen bei Regen geschuldet sein mag, andererseits auf den Namen einer Gemeinde zurückgeht, die während des Fraser-Canyon-Goldrausches an den Klippen aufgebaut wurde. An dem Ort, der einst die Arbeiter der Eisenbahn beherbergte, wurde 1971 eine Pendelseilbahn als Attraktion für Touristen gebaut, die quer über Hells Gate hinweg führt.

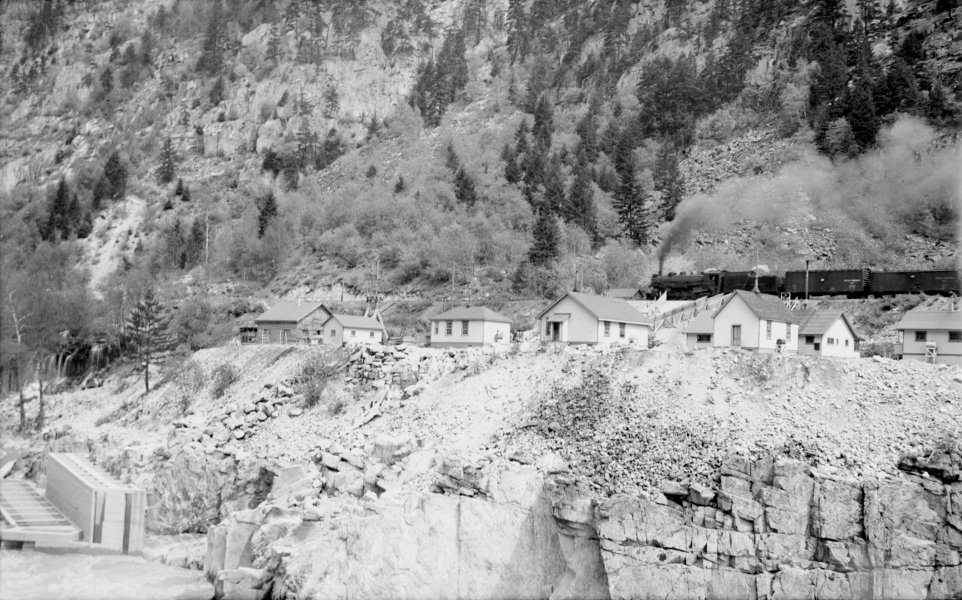
Blick auf das Ostufer am Hells Gate; eine Dampflok der Canadian Pacific Railway passiert im Hintergrund die Arbeiterunterkünfte, ca. 1945

In Siska, wenige Minuten südlich von Lytton, queren die Cisco Bridges – zwei Eisenbahnbrücken – die Engstelle einer felsigen Schlucht. Die Gleise der Canadian Pacific (CP) verlaufen von Süd nach Nord zunächst auf der Westseite des Canyons, die der Canadian National (CN) auf der Ostseite. In Siska tauschen beide Linien die Seiten: Die CP fährt – über eine Fachwerkbrücke von 160 m Länge – auf der Ostseite weiter, während die CN – über eine 250 m lange Stahlbogenbrücke hinweg – weiter auf der Westseite verkehrt. Beide Eisenbahngesellschaften haben inzwischen ein Abkommen geschlossen, das es ihnen ermöglicht, den Canyon auf beiden Gleisen bis nach Basque, einer Poststation nahe Ashcroft, zu passieren. Alle ostwärts verkehrenden Züge der CN, der CP sowie der von VIA Rail Canada betriebene Canadian fahren auf der CP-Route; alle westwärts verkehrenden Züge nutzen die Gleise der CN.

### Am Oberlauf
Unmittelbar nördlich von Lillooet engen Felsvorsprünge den Fluss genau an der Mündung des unteren Canyons des Bridge River ein und bilden für wandernde Fische eine Barriere, die diesen Ort seit Urzeiten zum meistgenutzten Fischfangplatz der indigenen Bevölkerung am Fraser River machte. Ansammlungen der Angehörigen der First Nations aller Stämme des Interior wurden auf bis zu 10.000 Personen geschätzt.

### Unterabschnitte
Viele Abschnitte des Fraser River sind mit eigenen Namen versehen worden, angefangen mit dem Little Canyon zwischen Yale und Spuzzum, welcher offiziell den untersten Abschnitt des Fraser Canyon darstellt (obwohl im regionalen Verständnis das 32 km südlich gelegene Hope innerhalb des Canyons liegt und seinen Südausgang bildet, weil sich der Highway-Bau von hier ab schwieriger gestaltete; der Fluss ist bis Yale schiffbar). Der Abschnitt zwischen Spuzzum und Boston Bar war zur Zeit des Goldrauschs als Big Canyon oder Black Canyon bekannt; es gibt unterschiedlich benannte Abschnitte des Big Canyon, am bekanntesten der Hells Gate Canyon (in einigen Darstellungen liegt der Black Canyon unterhalb von Hells Gate). Oberhalb des Big Canyon gibt es den Lillooet Canyon, den Fountain Canyon, den Glen Fraser Canyon, den Moran Canyon, den High Bar Canyon, den French Bar Canyon und einige andere bis zum Soda Creek Canyon nahe Quesnel. Noch weiter flussaufwärts fließt der Fluss in einem breiteren Tal, doch im Robson Valley zwischen Prince George und Tête Jaune Cache erreicht der Fluss den Grand Canyon of the Fraser. Der Black Canyon war der Ort einer Barackenstadt gleichen Namens. Viele der Baracken wurden auf schmalen Stegen auf den Remparts seiner dunklen Klippen errichtet.
Nahezu alle Nebenflüsse des Fraser River fließen in Canyons verschiedener Größenordnungen; zu den wenigen Ausnahmen gehören der Pitt River und der Chilliwack River im unteren Fraser Valley. Der Thompson Canyon ist von Lytton bis Ashcroft eine Abfolge großer eigenständiger Canyons, von denen einige auch benannt wurden, obwohl die meisten Bewohner von British Columbia wie auch die Durchreisenden sie für Teile des Fraser Canyon halten. Größere Canyons der Zuflüsse sind der Coquihalla Canyon, der Bridge River Canyon, der Seton Canyon und der angrenzende Cayoosh Canyon, der Pavilion Canyon, der Vermilion Canyon des Slok Creek und der Churn Creek Canyon. Auch der Chilcotin River fließt wie der Chilko River durch mehrere benannte Canyon-Abschnitte, von denen der Lava Canyon und ein weiterer Black Canyon erwähnenswert sind.

### Oberhalb gelegene Canyons
Es gibt weitere Canyons am Fraser River, die dem Fraser Canyon allgemein nicht zugerechnet werden, insbesondere bei Soda Creek zwischen Williams Lake und Prince George. Der offizielle, aber vergleichsweise winzige Grand Canyon of the Fraser gehört zum Oberlauf des Flusses durch die Rocky Mountain Trench, etwa 115 km flussaufwärts von Prince George und etwa 20 km flussabwärts von der Mündung des Bowron River. Ungeachtet seines Namens ist der Grand Canyon of the Fraser nur eine tückische Stromschnelle innerhalb einer in einer flachen Felsschlucht gelegenen Spitzkehre. Er besitzt weder die Verwirbelungen noch die Tiefe und Rauheit der Canyons im Gebiet südlich von Big Bar bis Lillooet oder zwischen Boston Bar und Yale.
Fast alle Nebenflüsse des Fraser River vom Williams Lake südwärts fließen in ihren eigenen Canyons, die sich zum Fraser hin öffnen, oder in tiefen, ein paar Meilen langen Seitentälern. Zu diesen gehören der Marble Canyon, der Churn Creek, der Chilcotin River, der Bridge River, der Seton Lake und der Cayoosh Creek, der Stein River, der Nahatlatch River, der Coquihalla River und die unzählbaren kleinen Bäche, die dem Fluss zwischen Kanaka Bar und Yale zufließen.

### Tunnel
Die Canadian Pacific Railway durchquert im Abschnitt zwischen Yale und Lytton mindestens 30 Tunnel, die jeweils zwischen 800 und 1600 m lang sind.
Die Fraser Canyon Highway Tunnels wurden vom Frühjahr 1957 bis 1964 als Teil des Trans-Canada Highway gebaut. Es gibt insgesamt sieben Tunnel, von denen der kürzeste etwa 57 m lang ist. Der längste misst etwa 610 m und gehört damit zu den längsten in Nordamerika. Sie alle befinden sich zwischen Yale und Boston Bar. Von Süd nach Nord sind dies Yale (fertiggestellt 1963), Saddle Rock (1958), Sailor Bar (1959), Alexandra (1964), Hell's Gate (1960), Ferrabee (1964) und China Bar (1961).
Der Hell's-Gate-Tunnel ist der einzige ohne Beleuchtung, während der China-Bar-Tunnel der einzige ist, in dem eine Belüftung erforderlich ist. An den Tunneln China Bar, Ferrabee und Alexandra gibt es Warnlichter, die von Radfahrern aktiviert werden, bevor sie in die Tunnel einfahren. Dies machte sich durch die Kurven im Tunnel erforderlich.

## Geschichte
Am Eingang des Canyons dokumentiert eine archäologische Grabung die Anwesenheit des Volkes der der Stó:lō im Gebiet vom frühen Holozän vor 8.000 bis 10.000 Jahren nach dem Rückzug des Fraser-Gletschers. Die Forschung datiert die Keatley Creek Archaeological Site, flussaufwärts nahe Pavilion gelegen, auf ein Alter von 8.000 Jahren, als eine riesiger See den Canyon oberhalb Lillooet füllte. Der See wurde durch einen Erdrutsch einige Meilen südlich der heutigen Stadt geschaffen.
Während des Fraser-Canyon-Goldrauschs von 1858 bis 1860 bevölkerten 10.500 Goldsucher und eine nicht überlieferte Zahl von Begleitern die Ufer und Kleinstädte im Canyon. Der Fraser-Canyon-Krieg und die Serie der als McGowans Krieg bekannten Vorfälle spielten sich während des Goldrauschs ab. Weitere im Zusammenhang mit dem Canyon stehende historische Ereignisse sind der Bau der Cariboo Wagon Road und der Canadian Pacific Railway.
Der Fluss ist zwischen Boston Bar und Lillooet und auch zwischen der Big Bar Ferry und Prince George sowie jenseits davon schiffbar, obwohl die Stromschnellen am Soda Canyon und anderswo nach wie vor schwierige Gewässer darstellen wie das schon im 19. und frühen 20. Jahrhundert für viele Dampfboote der Fall war, die den Fluss befuhren. Der erste Heckraddampfer, welcher die Stromschnellen passierte, war die Skuzzy, welche mit einer mehrfachen Außenhülle gefertigt worden war, um ein Sinken aufgrund einer Beschädigung durch Felsen zu vermeiden. Sie wurde gebaut, um Ausrüstungen und Zubehör für den Bau der Canadian Pacific Railway zu befördern, der in den 1880er Jahren begann.
Mit dem Bau der Canadian Pacific Railway in den 1880er Jahren einher ging die Zerstörung der Schlüsselbereiche der Cariboo Wagon Road, da es auf den engen, steilen Berghängen nicht genug Platz für sowohl die Straße als auch die Eisenbahnlinie gab. In der Folge wurden die Städte Lytton und Boston Bar sowie der Rest der Provinz vom Straßenzugang abgeschnitten, anders als die schwierige Wagenroute nach Lillooet über Fountain. Mit dem Automobilzeitalter und im Gefolge des Baus der Canadian Northern Railway 1904–05 wurde eine neue Straße durch den Canyon gebaut. Der Fraser Canyon Highway wurden 1920 vermessen und 1924–25 gebaut; mit der Fertigstellung der (zweiten) Alexandra Bridge 1926 ergab sich eine durchgehende Straßenverbindung. Sie wurde als Cariboo Highway und als Highway 1 bekannt, bis es etwa 1962 zu Bau und Einweihung des Trans-Canada Highways kam.